# 辛锋
辛锋（？—），男，汉族，中华人民共和国政治人物。现任中国原子能党委书记、董事长。第十四届全国政协委员。